# Cyrtocara moorii
Cyrtocara moorii es una especie de peces de la familia Cichlidae en el orden Perciformes. Fue descrita por primera vez por Boulenguer en el año 1902 y Su primera importación legal fue el año 1968. Es la única especie del género.

## Morfología
Los machos pueden llegar alcanzar los 22 cm de longitud total, mientras que la hembra 18 cm.

## Distribución geográfica
Se encuentran en África: es una especie de peces endémica del lago Malawi donde se encuentra sobre los fondos arenosos costeros que no superan los 5 metros de profundidad.  

## Hábitat
Vive en zonas de clima tropical entre 24 °C-26 °C   de temperatura, pH moderado de 7.2 a 8.4 (óptimo en 7.8) y dureza moderada de 10ºdGH a 18ºdGH. KH entre 10ºd y 18ºd. 

## Dimorfismo sexual
Difícil de distinguir; ambos sexos muestran la misma coloración y los ejemplares completamente desarrollados tienen una joroba nucal que en los machos es más pronunciada. Los indicadores más seguros son las aletas dorsal y anal del macho más largas que las de la hembra.

## Coloración
El color base es azul, cambian las diferentes tonalidades de cada individuo. En estado juvenil estos peces tienen una coloración plateada con manchas oscuras en los laterales del cuerpo 

## Forma de vida
Esta especie pertenece al grupo de las chisawasawa, que son cíclidos asociados a fondos arenosos. Los ejemplares grandes son más solitarios que los juveniles que suelen estar en pequeños grupos. Todos ellos viven generalmente en compañía de otros cíclidos cribadores de arena, cerca de las orillas, Aunque, como cíclido es una especie territorial, es poco agresivo, pero sí algo escavador aunque no suele dañar a las plantas

## Reproducción
Un macho con varias hembras; a veces el macho excava una cavidad para el desove, pero generalmente desovan sobre piedras. Normalmente el macho toma la iniciativa y cuando una hembra está dispuesta la sigue a su territorio, donde, después de unos giros de prueba, pone algunos huevos que son fecundados por el macho y recogidos por ella en la boca. Este proceso se repite varias veces hasta que la hembra quede vacía y con todos los huevos (hasta 100, aunque normalmente unos 60-80) en la boca se retira a un refugio tranquilo para empezar la incubación bucal durante unas tres semanas. Los alevines nacen una semana después de la puesta pero no abandonan la boca de la madre hasta alcanzar unos 8 mm; en este momento son totalmente autónomos y buscan instintivamente escondites, aunque la hembra se ocupa de ellos aún durante algo más de una semana, recogiéndolos en la boca ante cualquier señal de peligro y durante la noche. Primera alimentación de los alevines: nauplios de artemia, zooplancton fino y después los alimentos en polvo para alevines y para el crecimiento. Un agua frecuentemente renovada (30 procento una o dos veces por semana), una alimentación adecuada y una débil densidad de población en el acuario de desarrollo, son fundamentales para un correcto crecimiento. Cuando sobrepasan un tamaño de 2,5 cm empiezan a tener la coloración azul de los adultos que está totalmente desarrollada cuando llegan a los 6 meses con un tamaño de 5 cm. Con una edad de un año los machos alcanzan unos 7-8 cm. y ya son capaces de comenzar su actividad reproductora.

## Nombre común
Se le conoce como delfín azul de Malawi.